# Unión de Compositores de Azerbaiyán
La Unión de Compositores de Azerbaiyán (en azerí: Azərbaycan Bəstəkarlar İttifaqı) es la organización musical en Azerbaiyán.

## Historia de la unión
La Unión de Compositores de Azerbaiyán fue establecida el 30 de junio de 1934 por el compositor Uzeyir Hajibeyov como el departamento de la Unión de Compositores Soviéticos. Uzeyir Hajibeyov dirijió esta organización desde 1936 hasta el final de su vida. El edificio de la unión fue construido en 1912.
Actualmente el presidente de la Unión de Compositores de Azerbaiyán es Frangiz Alizade, compositora, pianista, musicóloga y Artista del pueblo de la República de Azerbaiyán. La unión consta de 200 miembros.

## Presidentes de la unión
- Asan Rifatov (1934-1936)[4]
- Uzeyir Hajibeyov (1936-1948 Presidente)
- Said Rustamov (1948-1952 Presidente)
- Qara Qarayev (1953-1982 Presidente)
- Fikret Amirov (1956-1984 Secretario)
- Ramiz Mustafayev (1968-1973 Secretario)
- Elmira Abbasova (1973-1985 Secretario)
- Rauf Hajiyev (1979-1985 Secretario)
- Agshin Alizade (1985-1990 Presidente, 2007-2012 Secretario)
- Jovdat Hajiyev (1985-1990 Secretario)
- Tofig Guliyev (1990-2000 Presidente)
- Vasif Adigozalov (1990-2006 Secretario)
- Ramiz Zohrabov (1990-2012 Secretario)
- Frangiz Alizade (2007-actualidad Presidente)